# Prosdocimo de' Beldomandi
Prosdocimo de' Beldomandi ou Prosdoscimus de Beldemandis ( – 1428) foi um matemático e musicólogo italiano do século XIV-XV. Escreveu vários tratados influentes, dos quais o mais conhecido é talvez Contrapunctus, de 1412. Ao contrário de seus contemporâneos, Prosdocimo não apenas expôs as regras, mas as justificou, tornando sua contribuição uma mas mais notáveis obras sobre a estética da Ars nova.